# Rita Bendek
Rita Bendek (Barranquilla, 12 de diciembre de 1963) es una actriz de televisión y ex modelo colombiana. Es reconocida por destacar en varias producciones nacionales.

## Filmografía

### Televisión
- Escupiré sobre sus tumbas (2024-2025) como Gina Martelli[4]
- Bolívar (2019) como Madame Rocha
- El Bronx (2019) como Rafaela Estévez de Scola
- Nadie me quita lo bailao (2018)
- La Cacica  (2017) como Bella Noguera de Araujo
- Mentiras perfectas  (2013-2014) como Angélica Polanco
- La hipocondríaca  (2013) como Sandra Romero
- Rafael Orozco, el ídolo  (2012-2013) como Carlota Medina
- La Traicionera  (2012) como Laura Vallejo
- Los caballeros las prefieren brutas (2010) como Alma Oviedo
- Tierra de cantores  (2010) como Engracia Romero de Oñate
- Amor sincero (2010) como Nohra Puyana de Pastrana (primera dama)
- El penúltimo beso  (2009) como Ángela Dueñas
- La bella Ceci y el imprudente  (2009-2010) como Silvia Muñoz de Ortiz
- El cartel  (2008)
- El Zorro: la espada y la rosa  (2008)
- Nadie es eterno en el mundo  (2007-2008) como Rita Jiménez "Madame"
- La ex (2006-2007) como Margarita Casas
- El vuelo de la cometa  (2005)
- Luna, la heredera  (2004-2005) como Carlota Villaverde de Lombardo
- Punto de giro  (2003-2004) como Victoria
- Amor sin remedio  (2001) como Camila Andrade
- Pobre Pablo (2000-2002) como la Doctora Patricia
- Brujeles (2000) como Liliana "Lily, la Princesita"
- El octavo pecado (1997)
- Mascarada (1996) como Victoria Santacruz
- El manantial (1995) como Carolina Bustamante

## Premios y nominaciones

### Premios India Catalina
| Año  | Categoría                                     | Telenovela o serie            | Resultado |
| ---- | --------------------------------------------- | ----------------------------- | --------- |
| 2010 | Mejor actriz antagónica de telenovela o serie | La bella Ceci y el imprudente | Nominada  |
| 1996 | Mejor actriz/actor revelación                 | El manantial                  | Nominada  |

### Premios Tvynovelas
| Año  | Categoría               | Telenovela/Serie | Resultado |
| ---- | ----------------------- | ---------------- | --------- |
| 1996 | Mejor actriz revelación | El manantial     | Nominada  |